# Дівоча збірна Португалії з футболу (WU-17)
Жіноча збірна Португалії з футболу (WU-17) — юнацька збірна команда Португалії з жіночого футболу, якою керує Португальська футбольна федерація.

## Чемпіонат світу U-17
Команда жодного разу не кваліфікувалася для участі в фінальній частині чемпіонату світу U-17
| Виступи на чемпіонатах світу U-17 | Виступи на чемпіонатах світу U-17 | Виступи на чемпіонатах світу U-17 | Виступи на чемпіонатах світу U-17 | Виступи на чемпіонатах світу U-17 | Виступи на чемпіонатах світу U-17 | Виступи на чемпіонатах світу U-17 | Виступи на чемпіонатах світу U-17 | Виступи на чемпіонатах світу U-17 | Виступи на чемпіонатах світу U-17 |
| Рік                               | Результат                         | Місце                             | Іг                                | В                                 | Н*                                | П                                 | ЗМ                                | ПМ                                | РМ                                |
| --------------------------------- | --------------------------------- | --------------------------------- | --------------------------------- | --------------------------------- | --------------------------------- | --------------------------------- | --------------------------------- | --------------------------------- | --------------------------------- |
| 2008–2018                         | Не кваліфікувався                 | Не кваліфікувався                 | Не кваліфікувався                 | Не кваліфікувався                 | Не кваліфікувався                 | Не кваліфікувався                 | Не кваліфікувався                 | Не кваліфікувався                 | Не кваліфікувався                 |
| Загалом                           | Не кваліфікувався                 | 0/6                               | 0                                 | 0                                 | 0                                 | 0                                 | 0                                 | 0                                 |                                   |

## Чемпіонат Європи U-17
Португалія двічі кваліфікувалася до фінальної частини чемпіонату Європи U-17, серед яких найкращим результатом був вихід до 1/2 фіналу чемпіонату Європи 2019.
| Статистика виступів на чемпіонатах Європи (U-17) | Статистика виступів на чемпіонатах Європи (U-17) | Статистика виступів на чемпіонатах Європи (U-17) | Статистика виступів на чемпіонатах Європи (U-17) | Статистика виступів на чемпіонатах Європи (U-17) | Статистика виступів на чемпіонатах Європи (U-17) | Статистика виступів на чемпіонатах Європи (U-17) | Статистика виступів на чемпіонатах Європи (U-17) | Статистика виступів на чемпіонатах Європи (U-17) | Статистика виступів на чемпіонатах Європи (U-17) |
| Рік                                              | Результат                                        | Місце                                            | Іг                                               | В                                                | Н*                                               | П                                                | ЗМ                                               | ПМ                                               | РМ                                               |
| ------------------------------------------------ | ------------------------------------------------ | ------------------------------------------------ | ------------------------------------------------ | ------------------------------------------------ | ------------------------------------------------ | ------------------------------------------------ | ------------------------------------------------ | ------------------------------------------------ | ------------------------------------------------ |
| 2008–2013                                        | Не виступала                                     | Не виступала                                     | Не виступала                                     | Не виступала                                     | Не виступала                                     | Не виступала                                     | Не виступала                                     | Не виступала                                     | Не виступала                                     |
| 2014                                             | Груповий етап                                    | 8-е                                              | 3                                                | 0                                                | 1                                                | 2                                                | 1                                                | 8                                                | –7                                               |
| 2015–2018                                        | Не кваліфікувався                                | Не кваліфікувався                                | Не кваліфікувався                                | Не кваліфікувався                                | Не кваліфікувався                                | Не кваліфікувався                                | Не кваліфікувався                                | Не кваліфікувався                                | Не кваліфікувався                                |
| 2019                                             | 1/2 фіналу                                       | 4-е                                              | 4                                                | 2                                                | 0                                                | 2                                                | 4                                                | 9                                                | –5                                               |
| Загалом                                          | Півфінали                                        | 2/12                                             | 7                                                | 2                                                | 1                                                | 4                                                | 5                                                | 17                                               | –12                                              |